# Jussi Parikka
Jussi Parikka és un teòric finès dels mitjans i escriptor, i dona classes a la Winchester School of Art de la Universitat de Southampton. També és professor adjunt en Teoria de la Cultura Digital a la Universitat de Turku, Finlàndia. Parikka ha escrit nombrosos articles sobre els accidents i les zones fosques de la cultura en xarxa (Digital Contagions, 2007 i el volum coeditat The Spam Book, 2009), la biopolítica de la cultura de mitjans (Insect Media, 2010, el número especial Fibreculture, coeditat per Unnatural Ecologies, 2011, i el llibre electrònic Medianatures, 2011) i l'arqueologia dels mitjans (el volum coeditat Media Archaeology, 2011, i el llibre What is Media Archaeology?, 2012).